# Пуазёль-ле-Со
Пуазёль-ле-Со (фр. Poiseul-lès-Saulx) — коммуна во Франции, находится в регионе Бургундия. Департамент коммуны — Кот-д’Ор. Входит в состав кантона И-сюр-Тий. Округ коммуны — Дижон.
Код INSEE коммуны — 21491.

## Население
Население коммуны на 2010 год составляло 63 человека.
| 1962 | 1968 | 1975 | 1982 | 1990 | 1999 | 2010 |
| ---- | ---- | ---- | ---- | ---- | ---- | ---- |
| 63   | 64   | 57   | 76   | 51   | 48   | 63   |

## Экономика
В 2010 году среди 38 человек трудоспособного возраста (15—64 лет) 27 были экономически активными, 11 — неактивными (показатель активности — 71,1 %, в 1999 году было 71,1 %). Из 27 активных жителей работали 26 человек (12 мужчин и 14 женщин), безработным был 1 мужчина. Среди 11 неактивных 1 человек был учеником или студентом, 7 — пенсионерами, 3 были неактивными по другим причинам.